# تناقل (وراثة)
التناقل الجيني هو انتقال المعلومة الجينية من جيل إلى آخر (من الآباء إلى الذرية)، وهو تقريبا مرادف للتوريث ، أو من منطقة في الخلية إلى منطقة أخرى.
المصطلح -مختلف- ولا يجب خلطه مع الانتقال الكروموسومي وهو إعادة ترتيب قطع من الكروموسومات بين صبغيات غير متماثلة. ولا يجب خلطه كذلك بالنقل الأفقي للجينات وهو عملية يقوم فيه الكائن بإضافة مادة جينية من كائن آخر إلى جينومه دون أن يكون من نسله.

## روابط خارجية
- التناقل الوراثي (تعريف).